# Аничков, Иван Васильевич
Ива́н Васи́льевич Ани́чков (1863—1921) — русский учёный, археолог, этнограф, краевед.

## Биография
Родился 19 февраля 1863 года[по какому календарю?]. Происходил из потомственных дворян Аничковых Боровичского уезда Новгородской губернии. Его дед Иван Васильевич (1800—1862) и отец Василий Иванович (1838—1881) были полковниками русской императорской армии.
Вместе с братом Евгением учился в Санкт-Петербургском университете; был секретарём «Научно-литературного общества при университете» и в связи с делом А. И. Ульянова, главного секретаря этого общества, 2 марта 1887 года был подвергнут (вместе с братом) обыску. В декабре того же года был исключён из университета за участие в студенческих беспорядках. Впоследствии ему было разрешено продолжить обучение в университете, окончив факультет восточных языков которого, он с 1888 года находился на государственной службе. В 1890-х годах был участковым мировым судьей Боровичского уезда, гласным Боровичской земской управы.
Затем работал в научных учреждениях Туркестана и Оренбурга. Примерно с 1899 года был действительным членом Оренбургской учёной архивной комиссии. С 1902 года — непременный член Тургайского областного правления. С 12 июня 1904 года — непременный член Ковенского губернского присутствия.
Опубликовал ряд статей о каменных изваяниях, курганах и других археологических памятниках в окрестностях Мерке, в Костанайском, Казалинском уездах, Торгайской области, о древнем городище в поселении Бесагаш Аулиеатинского уезда, о Таразе и Сауранской башне. В труде «Забытый край», «Упадок народного хозяйства в киргизской степи» Аничков описывает тяжёлое положение казахского народа. В сочинении «Очерки о жизни народов Туркестана» приведены ценные сведения о бытовых обрядах и образе жизни казахов. Статья «Киргизский герой Джанходжа Нурмухамедов» посвящена восстанию присырдариинских казахов. Исторические и этнографические сведения о казахах приводятся в статье «Памятники киргизского народного творчества», опубликованной в 1896 году в сборнике «Научная письменность Казанского университета».
В 1907 году переехал в Новгород, служил в Новгородском окружном суде. Состоял в различных губернских учреждениях. Был активным участником новгородских общественных краеведческих объединений. Участвовал в археологических раскопках. В 1919 году занимался обследованием монастырских архивов. Работал в почтовом ведомстве, позднее — в Статистическом бюро. Службу он совмещал с преподаванием истории в новгородской школе.
Скончался 10 августа 1921 года от тифа. Похоронен на кладбище Духова монастыря в Новгороде.

## Сочинения
- Поездка к каменным бабам около Мерке // Русский Туркестан: Сб. — Ташкент, 1899. — Т. 1.
- Археологические наблюдении за лето 1903 г. в Кустанайском уезде // Труды Оренбургской уч. архивной комиссии. — 1906. — Вып. 14.
- Киргизский герой (батыр) Джанходжа Нурмухамедов // ИОАИЭК. — 1894. — Т. 12, Вып. 3.